# Los Remedios, Guanajuato
Los Remedios är en ort i Mexiko.   Den ligger i kommunen San Luis de la Paz och delstaten Guanajuato, i den centrala delen av landet, 250 km nordväst om huvudstaden Mexico City. Los Remedios ligger 1 991 meter över havet och antalet invånare är 214.
Terrängen runt Los Remedios är platt västerut, men österut är den kuperad. Runt Los Remedios är det ganska tätbefolkat, med 62 invånare per kvadratkilometer. Närmaste större samhälle är San Luis de la Paz, 14,6 km nordost om Los Remedios. Trakten runt Los Remedios består till största delen av jordbruksmark.